# 가온칩스
가온칩스(Gaonchips)는 대한민국의 시스템반도체 전문 디자인 솔루션 기업이다.
ARM와 삼성전자 반도체 파운드리의 디자인 솔루션 파트너(DSP)이며 일본에 법인을 설립하였다 본사는 경기도 성남시 수정구 금토로40번길 26, 4층(금토동, 세미플렉스타워)에 위치해 있으며 대표이사는 정규동이다.

## 역사
2012년 8월에 설립됐다 2022년 5월 20일에 대신증권을 주관사로 14,000원에 코스닥 시장에 상장하였다

## 같이 보기
- 시스템반도체

## 참고문헌
1. ↑  한명현, "반도체 디자인 대장"…가온칩스, 공급 계약 체결 소식에 26% 급등, 한국경제, 2023.12.22
2. ↑  TECH한주 가온칩스, 삼성 파운드리의 핵심 디자이너, 테크월드, 2023.08.16
3. ↑  가온칩스, AI 훈풍에 美 팹리스 3나노 시장 공략, 시사저널경제, 2023.11.02
4. ↑  가온칩스, Arm 테크 심포지아서 '디자인 솔루션 공개', 일렉, 2023.11.16
5. ↑  한국IR협의회 기업분석보고서 2023.2.8. 기온칩스
6. ↑  유진투자증권